# Lyngby Turistfart
Lyngby Turistfart er et privat busselskab stiftet i 1947 af vognmand Rich. Andersen. Selskabet har sit hovedsæde i lokaler i Rødovre på Islevdalvej 110 og besidder en vognpark på 23 busser.